# Pangborn Memorial Airport

i7
i11
i13
Der Pangborn Memorial Airport (IATA: EAT, ICAO: KEAT) ist ein Flughafen im Douglas County im US-Bundesstaat Washington im Osten der Stadt East Wenatchee am Columbia River.
Der Flughafen wurde nach dem Flugpionier Clyde Edward Pangborn (1895–1958) benannt, der als erster Mensch, zusammen mit Hugh Harndon (1899–1950) als Kopilot, mit einem Flugzeug den Pazifik überquerte. Es war geplant, 1931 von Misawa in Japan nach Seattle zu fliegen. Wegen starken Nebels landeten die beiden jedoch in East Wenatchee.

## Geschichte des Flughafens
Der Flugbetrieb am Pangborn Memorial Airport wurde 1941 aufgenommen, die ersten Linienverbindungen gab es durch Northwest Airlines 1945. 
Ursprünglich betrieben wurde der Flughafen durch die Stadt Wenatchee, ab 1965 durch die Port Authority des Chelan Countys. Seit 1974 teilen sich die Port Authority des Chelan Countys und die Port Authority des Douglas Countys den Betrieb. Ein neues Terminal wurde 1995 eingeweiht, ein Instrumentenlandesystem gibt es seit 2006.

## Flugbetrieb
Linienflüge gibt es auf dem Pangborn Memorial Airport durch Horizon Air, einer Tochter der Alaska Airlines, von und zu dem Seattle-Tacoma International Airport. Vom 1. März 2012 an flog die Portlander Fluggesellschaft SeaPort Airlines eine Zeit lang nach Yakima (Washington).
Die höchsten Passagierzahlen gab es 1997 mit 112.000. 2011 nutzten 99.323 Fluggäste den Flughafen. Die längere Landebahn 12/30 ist in gutem, die kürzere 07/25 in sehr schlechtem Zustand.

## Zwischenfälle
- Am 16. Januar 1951 stürzte eine Martin 2-0-2 (Luftfahrzeugkennzeichen N93054) der Northwest Orient Airlines, wie die Northwest Airlines zwischenzeitlich hieß, auf dem Weg vom Flughafen Spokane nach Wenatchee in der Nähe von Reardan, Lincoln County nach einem Notruf aus ungeklärter Ursache ab. Alle sieben Passagiere und drei Besatzungsmitglieder starben.[4]